# 山本コウタロー
山本 コウタロー（やまもと コウタロー、本名：山本 厚太郎（やまもと こうたろう）、1948年〈昭和23年〉9月7日 - 2022年〈令和4年〉7月4日）は、日本のシンガーソングライター、タレント、政治活動家、環境学者。白鷗大学名誉教授。オフィスプロフィット所属。芸名は山本 コウタロー（コータローではない）だが、作曲や大学で教鞭を執るときは本名で行っていた。

## 略歴
東京都千代田区四番町に生まれる。千代田区立麹町中学校、東京都立日比谷高等学校卒業。一浪し、上智大学経済学部に入学。上智大学在学中に東京大学受験を志すも東大紛争により、一橋大学社会学部に転学。
大学在学中からフォーク・グループソルティー・シュガーのメンバーとして活動。日本におけるコミックソングの代表作の一つともいえる「走れコウタロー」を1970年にリリース。その面白さから第12回日本レコード大賞新人賞を受賞するヒットソングとなった。1971年、ソルティー・シュガー解散後、高田渡、シバらとともに武蔵野タンポポ団のメンバーとして、第3回全日本フォークジャンボリーに参加。歴史の転換点として伝説化しているサブステージでの吉田拓郎の「人間なんて」の長時間演奏ではステージに上がり、バックコーラスを務めた。この頃からなぎらけんいち（現：なぎら健壱）らと親交を持つ。
1972年、一橋大学社会学部卒業。卒論は「たくろう・スーパースター」という題名で、後に『誰も知らなかったよしだ拓郎』（八曜社、1974年）として出版された。
その後ソロ活動を経て、1974年に森一美（男性、元・黒崎とかずみ）、板垣秀雄（元・ピピ&コット）とフォークグループ「山本コウタローとウィークエンド（1976年以降はウィークエンドに改称）」を結成。1974年6月1日（土曜日）に発売されたデビュー曲「岬めぐり」がオリコン5位の大ヒット。「走れコウタロー」と並んで、現在でも歌い継がれるスタンダードとなっている（2008年には京急三崎口駅の電車到着メロディ、2017年2月10日より京急三浦海岸駅の電車到着メロディに採用されている）。
1971年から1978年までTBSラジオの深夜放送『パック・イン・ミュージック』金曜日の第1部パーソナリティを担当、第2部は後に山本のパートナーとなった吉田真由美（DJ、映画評論家）が担当。この頃、TBSラジオの報道企画で、太平洋戦争の激戦地のひとつパラオ諸島を取材した。
『パック・イン・ミュージック』終了後、単身アメリカに渡り、約2年間生活。帰国後『アメリカあげます』（ほんの木社）を書き上げた。その後は、『森田一義アワー 笑っていいとも!』の火曜日と金曜日のレギュラーとテレビ番組の司会（『午後は○○おもいッきりテレビ』初代司会者）、タレント、役者などで活躍。ニッポン放送『バイタリス・フォーク・ビレッジ→ライオン・フォーク・ビレッジ』のパーソナリティも担当した。
「バンド・エイド」や「USAフォー・アフリカ」の影響を受けて、1986年に「核兵器廃絶のコンサートをやりたい」と南こうせつに相談し、同年から原爆被災者の特別養護老人ホームの建設と平和祈念を主な目的として、毎年8月6日前後に10年の間、広島市でチャリティコンサート「広島ピースコンサート」「HIROSHIMA 1987-1997」を開催した。趣旨に賛同した多くのミュージシャンが、所属事務所やレコード会社の垣根を超えて毎年参加した。同イベントは日本のミュージシャンの社会に対する意識の向上に貢献したと評価される。山本は南や大友康平らとその後も広島での慰問を続け、山本の公の場での最後の歌唱は、2019年8月の広島だったという。
地球環境問題に造詣が深く、1987年4月に白鷗大学経営学部非常勤講師、1997年4月から1999年3月まで白鷗大学女子短期学部非常勤講師（併任）、1999年4月から2007年3月まで白鷗大学経営学部教授、2007年4月から2019年3月まで白鷗大学教育学部発達科学科教授を務め、2019年4月から白鷗大学名誉教授。白鷗大学で32年間に渡り教鞭を執り、2009年9月からは福岡政行の後任として同大学硬式野球部長も務めた。
1989年、第15回参院選比例区に環境政党「ちきゅうクラブ」より立候補するも落選。
1995年、環境学を学ぶため英国に留学。
2005年より、山本コウタローとウィークエンドのオリジナルメンバーである森、山本のマネージャーの見崎孝雄（元・ラニアルズ）、オラン本柳らと共に「山本コウタローとほぼウイークエンド」を結成。ライブ活動を開始。アルバムも発売した。
2008年5月より、『渡る世間は鬼ばかり』（第9シリーズ）に出演。角野卓造演じる小島勇の友人という役どころを演じる。角野とは中学時代からの親友でもあり、一緒にバンドを組んでいたこともある。出演に際しては、橋田壽賀子が山本のコンサートを鑑賞し、山本を大いに気に入ったという経緯から、橋田からの熱烈なオファーがあり、実現したもの。他に1985年のドラマ『もしも、学校が…!?』にも出演。同作では共演する三田村邦彦、片岡鶴太郎とユニット「THE SCHOOL!」を結成、主題歌と挿入歌を歌っている。
2019年、白鷗大学を定年退職、同大学名誉教授に就任。
2022年7月4日、脳内出血のため死去。73歳没。訃報は同月15日に公表された。

## 人物
- 環境学者・社会学者として、団塊の世代へ提唱するセカンドライフの食と健康、男女共同参画、食・農の問題、教育、平和問題といった講演活動に勤しんだ。
- 大学の卒論を書籍化した初めての著書『誰も知らなかったよしだ拓郎』（八曜社、1974年）は[4]、"現役ミュージシャンが書いた現役ミュージシャンの伝記" という非常に珍しい本である[17]。
- バンド時代は遅刻魔。NHK『あの人に会いたい』の中で、「走れコウタロー」はいつもバンドの練習に遅刻していたため、メンバーが走れ走れコウタロー!とからかわれて歌われ、それを面白いから曲にしたらどうかと出したらヒットしてしまったと語っている。
- 東京ヤクルトスワローズのファン[2]。『プロ野球ai』のインタビュー記事によると、前述の通り1978年に渡米したが、同年秋に一時帰国。ヤクルトがセ・リーグで首位争いをしているとの知らせを聞き、「このようなチャンスは二度とない」と思い立ったためで、球団創設以来初の日本一達成まで神宮球場など各野球場で声援を送った。
- 選択的夫婦別姓制度導入に賛同、山本も事実婚。「つれあい、即ち同居人とは戸籍上の婚姻関係はありません。彼女から結婚はしないで夫婦別姓で行きましょうと言われ、今となってはそれで良かったと思っています」と述べている。

## ディスコグラフィー
- バンド名義は、各々を参照。
  - ソルティー・シュガー
  - 武蔵野タンポポ団
  - 山本コウタローとウィークエンド
  - THE SCHOOL!

### 山本コウタロー（ソロ）名義

#### シングル
| 発売日                 | 規格             | 規格品番         | 面               | タイトル               | 作詞             | 作曲             | 編曲              |
| ビクターレコード       | ビクターレコード | ビクターレコード | ビクターレコード | ビクターレコード       | ビクターレコード | ビクターレコード | ビクターレコード  |
| ---------------------- | ---------------- | ---------------- | ---------------- | ---------------------- | ---------------- | ---------------- | ----------------- |
| 1972年3月25日          | EP               | SF-21            | A                | 村の郵便配達           | 山上路夫         | かまやつひろし   | 青木望            |
| 1972年3月25日          | EP               | SF-21            | B                | 人生は旅だよ           | 山上路夫         | かまやつひろし   | 青木望            |
| ビクター音楽産業       |                  |                  |                  |                        |                  |                  |                   |
| 1972年11月25日         | EP               | SF-38            | A                | 早川義夫さんに捧げる唄 | 山本コウタロー   | 山本コウタロー   | 山本コウタロー    |
| 1972年11月25日         | EP               | SF-38            | B                | 1972年6月26日晴        | 山本コウタロー   | 山本コウタロー   | 山本コウタロー    |
| 1973年10月25日         | EP               | SF-59            | A                | 君のために             | 岡本おさみ       | 吉田拓郎         | 吉田拓郎 瀬尾一三 |
| 1973年10月25日         | EP               | SF-59            | B                | 怪人二十面相の恋       | 山本厚太郎       | 山本厚太郎       | 和田博巳          |
| 日本コロムビア / TRIAD |                  |                  |                  |                        |                  |                  |                   |
| 1980年6月5日           | EP               | AK-656-J         | A                | 渚の歌がきこえる       | 山本厚太郎       | 山本厚太郎       | 瀬尾一三          |
| 1980年6月5日           | EP               | AK-656-J         | B                | 真夏の夜のシンフォニー | 山本厚太郎       | 山本厚太郎       | 瀬尾一三          |
| 1980年10月5日          | EP               | AH-84J           | A                | 君のなかの海           | 喜多条忠         | 山本厚太郎       | 徳武弘文          |
| 1980年10月5日          | EP               | AH-84J           | B                | 波照間島               | 山本厚太郎       | 山本厚太郎       | 徳武弘文          |
| 日本コロムビア         |                  |                  |                  |                        |                  |                  |                   |
| 1981年10月1日          | EP               | CH-105           | A                | 青春水たまり           | 喜多条忠         | 山本厚太郎       | 青木望            |
| 1981年10月1日          | EP               | CH-105           | B                | なつかしき友よ         | 喜多条忠         | 山本厚太郎       | 青木望            |
| NEWSレコード           |                  |                  |                  |                        |                  |                  |                   |
| 1984年9月21日          | EP               | 7E-0026          | A                | 美保子へ               | 秋元康           | 宇崎竜童         | 飛沢宏元          |
| 1984年9月21日          | EP               | 7E-0026          | B                | 悲しいくらい普通の流れ | 秋元康           | 後藤次利         | 後藤次利          |

#### アルバム
| 発売日                 | 規格             | 規格品番         | アルバム                 |
| ビクターレコード       | ビクターレコード | ビクターレコード | ビクターレコード         |
| ---------------------- | ---------------- | ---------------- | ------------------------ |
| 1972年3月25日          | LP               | SF-1030          | 卒業記念                 |
| 2006年12月20日         | CD（紙ジャケ）   | VICL-62205       | 卒業記念                 |
| 日本コロムビア         |                  |                  |                          |
| 1980年6月20日          | LP               | LX-7080-J        | カリフォルニア・ブランチ |
| 2016年5月26日          | オンデマンドCD   | CORR-11136       | カリフォルニア・ブランチ |
| NEWSレコード           |                  |                  |                          |
| 1984年10月21日         | LP               | N28E-23          | 10月の距離               |
| オフィス・プロフィット |                  |                  |                          |
| 2013年9月20日          | CD               | OPCD-101         | Moonlight All Night      |

### タイアップ
| 曲名           | タイアップ                                                              | 収録作品                 |
| -------------- | ----------------------------------------------------------------------- | ------------------------ |
| 青春水たまり   | フジテレビ系テレビアニメスペシャル『ぼくらマンガ家 トキワ荘物語』主題歌 | シングル「青春水たまり」 |
| なつかしき友よ | フジテレビ系テレビアニメスペシャル『ぼくらマンガ家 トキワ荘物語』挿入歌 | シングル「青春水たまり」 |

### 山本コウタローとウィークエンド名義
- すべてCBS・ソニーより発売。

#### シングル
| 発売日                         | 規格                           | 規格品番                       | 面                             | タイトル                       | 作詞                           | 作曲                           | 編曲                           |
| 山本コウタローとウィークエンド | 山本コウタローとウィークエンド | 山本コウタローとウィークエンド | 山本コウタローとウィークエンド | 山本コウタローとウィークエンド | 山本コウタローとウィークエンド | 山本コウタローとウィークエンド | 山本コウタローとウィークエンド |
| ------------------------------ | ------------------------------ | ------------------------------ | ------------------------------ | ------------------------------ | ------------------------------ | ------------------------------ | ------------------------------ |
| 1974年6月1日                   | EP                             | SOLB-142-0D                    | A                              | 岬めぐり                       | 山上路夫                       | 山本厚太郎                     | 瀬尾一三                       |
| 1974年6月1日                   | EP                             | SOLB-142-0D                    | B                              | あの日の僕でなく               | 山上路夫                       | 南高節                         | 瀬尾一三                       |
| 1974年10月20日                 | EP                             | SOLB-189-OD                    | A                              | 落葉の舗道                     | 山上路夫                       | 山本厚太郎                     | 瀬尾一三                       |
| 1974年10月20日                 | EP                             | SOLB-189-OD                    | B                              | 明日もここで会おうよ           | 板垣秀雄                       | 山本厚太郎                     | 森一美                         |
| 1975年4月5日                   | EP                             | SOLB-256-OD                    | A                              | はぐれ雲                       | 喜多条忠・山本厚太郎           | 山本厚太郎                     | 松任谷正隆                     |
| 1975年4月5日                   | EP                             | SOLB-256-OD                    | B                              | 春でした                       | 森一美                         | 松任谷正隆                     | 松任谷正隆                     |
| 1975年8月1日                   | EP                             | SOLB-301-OD                    | A                              | めぐる季節に                   | 岡本おさみ                     | 森一美                         | 松任谷正隆 瀬尾一三            |
| 1975年8月1日                   | EP                             | SOLB-301-OD                    | B                              | 最後のバカンス                 | 荒井由実                       | 山本厚太郎                     | 松任谷正隆                     |
| ウィークエンド                 |                                |                                |                                |                                |                                |                                |                                |
| 1976年3月20日                  | EP                             | SOLB-389-OD                    | A                              | 幸せの鐘                       | 山本厚太郎                     | 山本厚太郎                     | 瀬尾一三                       |
| 1976年3月20日                  | EP                             | SOLB-389-OD                    | B                              | 寒い誕生日                     | 板垣秀雄                       | 板垣秀雄                       | 瀬尾一三                       |
| 1976年8月1日                   | EP                             | 06SH-52                        | A                              | 祈り                           | 山本厚太郎                     | 山本厚太郎                     | 瀬尾一三                       |
| 1976年8月1日                   | EP                             | 06SH-52                        | B                              | ブルースカイ・ドライブ         | 山本厚太郎                     | 森一美                         | 瀬尾一三                       |
| 1977年3月5日                   | EP                             | 06SH-138                       | A                              | カリフォルニア・ドリーム       | 山本厚太郎                     | 森一美                         | 瀬尾一三                       |
| 1977年3月5日                   | EP                             | 06SH-138                       | B                              | 早春                           | 山本厚太郎                     | 森一美                         | 瀬尾一三                       |
| 1977年9月1日                   | EP                             | 06SH-241                       | A                              | 卒業間近                       | 山本厚太郎                     | 山本厚太郎                     | 瀬尾一三                       |
| 1977年9月1日                   | EP                             | 06SH-241                       | B                              | 愛飛行（LOVE FLIGHT）          | 森一美                         | 森一美                         | 瀬尾一三                       |
| 1978年3月1日                   | EP                             | 06SH-287                       | A                              | 懐かしき海の唄                 | 山本厚太郎                     | 山本厚太郎                     | 森一美                         |
| 1978年3月1日                   | EP                             | 06SH-287                       | B                              | ストップ                       | 山本厚太郎                     | 森一美                         | 森一美                         |

#### アルバム
| 発売日                             | レーベル                       | 規格                           | 規格品番                       | アルバム                                                                    | 備考                             |
| 山本コウタローとウィークエンド     | 山本コウタローとウィークエンド | 山本コウタローとウィークエンド | 山本コウタローとウィークエンド | 山本コウタローとウィークエンド                                              | 山本コウタローとウィークエンド   |
| ---------------------------------- | ------------------------------ | ------------------------------ | ------------------------------ | --------------------------------------------------------------------------- | -------------------------------- |
| 1972年3月25日                      | CBS・ソニー                    | LP                             | SOLL-94-OD                     | ハロー！ウィークエンド                                                      |                                  |
| 1991年6月15日                      | CBS・ソニー                    | CD                             | SRCL-1881                      | ハロー！ウィークエンド                                                      |                                  |
| 2006年9月20日                      | GT music                       | CD                             | MHCL-912                       | ハロー！ウィークエンド                                                      | 2006年デジタル・リマスタリング版 |
| 1975年8月20日                      | CBS・ソニー                    | LP                             | SOLL-154-OD                    | 虹を下さい                                                                  |                                  |
| 2006年9月20日                      | GT music                       | CD                             | MHCL-913                       | 虹を下さい                                                                  | 2006年デジタル・リマスタリング版 |
| ウィークエンド                     |                                |                                |                                |                                                                             |                                  |
| 1976年7月5日                       | CBS・ソニー                    | LP                             | 25AH-36                        | ウィークエンド ビッグ ライヴ’76                                             |                                  |
| 2006年9月20日                      | GT music                       | CD                             | MHCL-914                       | ウィークエンド ビッグ ライヴ’76                                             | 2006年デジタル・リマスタリング版 |
| 1977年8月1日                       | CBS・ソニー                    | LP                             | 25AH-197                       | DAY and NIGHT いつも君のことを                                              |                                  |
| 2006年9月20日                      | GT music                       | CD                             | MHCL-915                       | DAY and NIGHT いつも君のことを                                              | 2006年デジタル・リマスタリング版 |
| 1978年2月1日                       | CBS・ソニー                    | LP                             | 25AH-405                       | ハロー！グッバイ！                                                          |                                  |
| 2006年9月20日                      | GT music                       | CD                             | MHCL-916                       | ハロー！グッバイ！                                                          | 2006年デジタル・リマスタリング版 |
| 山本コウタローとほぼウィークエンド |                                |                                |                                |                                                                             |                                  |
| 2007年8月29日                      | Di-p Music Design              | CD                             |                                | 心のままに                                                                  |                                  |
| 2008年7月10日                      | Di-p Music Design              | CD                             | DIPM-1002/3                    | 海 ※ Disc2は、1977年12月2日のウィークエンドリサイタルライブ（東京九段会館） |                                  |

## 著書
- 『誰も知らなかったよしだ拓郎』（八曜社、1974年）
- 『われらフォーク世代』（荒地出版社、1975年）
- 『たいこめ辞典』（岡田直也共著、TBSパックインミュージック編、八曜社、1978年 / 翔泳社、1995年7月、ISBN 4881352474））
- 『かぐや姫：今日を超えて』（八曜社、1978年）
- 『アメリカあげます!』（小学館、1980年）
- 『カリフォルニアの巨人たち』（アンソニー・フォウセット著、山本コウタロー訳、八曜社、1980年）
- 『自然な関係』（吉田真由美共著、教育史料出版会、1984年）
- 『ぼくの音楽人間カタログ』〈新潮文庫〉、新潮社、1984年5月25日。ISBN 4101350019。
- 『燃えよエコトピアン : 「本来イズム」宣言なのだ』晶文社、1984年7月15日。
- 『思春期：生きて在る日日』（朝日新聞社、1986年、ISBN 4022555157）
- 『やせて快適、元気食：コウタローのハッピー自然食』（日之出出版、1989年、ISBN 4891980753）
- 『ぼくのピース・メッセージ：Hiroshima'87-'97への道のり』（岩波ジュニア新書、1990年6月、ISBN 4005001777）
- 『フロイトのラブレター』（山本コウタロー翻訳・文、モード学園出版局、1992年9月、ISBN 4895910784）
- 『ぼくのエコロジー・ライフ：迷路さまよう「地球」を救え』（労働旬報社、1992年12月、ISBN 4845102811）
- 『耕せコウタロー』（家の光協会、1993年7月、ISBN 4259544195）
- 『誰も知らなかった吉田拓郎』（改題、文庫ぎんが堂、2009年、ISBN 9784781670164）

## 出演

### 映画
- 「赤ちょうちん」（1974年、日活）-　藤田敏八監督。松崎進役。
- 「僕は天使ぢゃないよ」（1977年、イエロー・ツウ・カンパニー）-　あがた森魚監督・主演。道化師役。
- 「HOT JAM'80 我ラガ熱キ日々」（1980年、東宝東和）
- 「ノエルの不思議な冒険」（1983年、東映セントラルフィルム）-　ミュージカルアニメ。

### テレビドラマ
- 木下恵介アワー 幸福相談（1972年、TBS系）
- ふぞろいの林檎たち パートII（1985年、TBS系）-　クラブの支配人役。
- もしも、学校が…!?（1985年、TBS系）
- 渡る世間は鬼ばかり 第9シリーズ（2008年4月～2009年3月、TBS系）
- 渡る世間は鬼ばかり　2013年スペシャル（2013年、TBS系）
- 渡る世間は鬼ばかり　3時間スペシャルドラマ2017（2017年、TBS系）
- 渡る世間は鬼ばかり　三時間スペシャル2018（2018年、TBS系）
- 渡る世間は鬼ばかり　三時間スペシャル2019（2019年、TBS系）

### その他のテレビ番組
報道・情報・ワイドショー番組
| 期間          | 期間          | 番組名                                                | 役職                           |
| ------------- | ------------- | ----------------------------------------------------- | ------------------------------ |
| 1984年4月     | 1993年9月     | CNNデイウォッチ（テレビ朝日系）                       | キャスター                     |
| 1987年10月5日 | 1989年3月31日 | 午後は○○おもいッきりテレビ（日本テレビ系）            | 司会                           |
| 1988年10月3日 | 1993年9月30日 | タイム3（フジテレビ系）                               | ゲストコメンテーター           |
| 1991年頃      | 1996年9月     | モーニングEye（TBS系）                                | 金曜日レギュラーコメンテーター |
| 2009年        | 2009年        | とちぎブランド情報番組 栃木のきらめき（とちぎテレビ） | ナレーション                   |

バラエティ番組・その他
- 森田一義アワー 笑っていいとも!（1982年10月 - 1985年3月、フジテレビ系）-　金曜日レギュラー。
- ハロー!ミッドナイト（1984年10月～1985年3月、TBS系）
- 地球大好き!大冒険!（1986年4月～1987年12月、テレビ朝日系）
- こんなクイズがあってもいいじゃないか大賞（1991年12月30日、テレビ朝日系）

### ラジオ番組
- わが人生に乾杯! （2010年2月11日、NHKラジオ第1放送）
- パックインミュージック（1971年4月 - 1978年3月、TBSラジオ）[1]
- 日曜ワイドラジオTOKYO（TBSラジオ）
- ヤングスタジオLOVE（TBSラジオ）
- 音楽ナイト・シネないと（TBSラジオ）
- サウンズ・ウィズ・コーク（1983年4月 - 1987年3月、TBSラジオ）[1]
- 青春大通り（1980年、文化放送）月曜パーソナリティ
- TOYOTA MUSIC IN LOVE（文化放送）
- 山本コウタローのおはようラジオ1134（文化放送）
- 山本コウタローのサラダ気分で生放送（文化放送）
- ヒストリー・オブ・ポピュラーミュージック（文化放送）[1]
- トークプロレス D-DAY（文化放送）
- コウタローのインフォメーションラック（ラジオ関西）
- コウタローのEXPRESSION'87（ラジオ関西）
- コウタローのアイドルランド（FM東京）[1]

### CM
- 大正製薬・大正漢方胃腸薬  (1978年)
- 松下電器産業・マックロード（1985年）